# Nepociano (general)
Nepociano (en latín: Nepotianus; fallecido en 465) fue un general y magister militiae del Imperio Romano de Occidente.

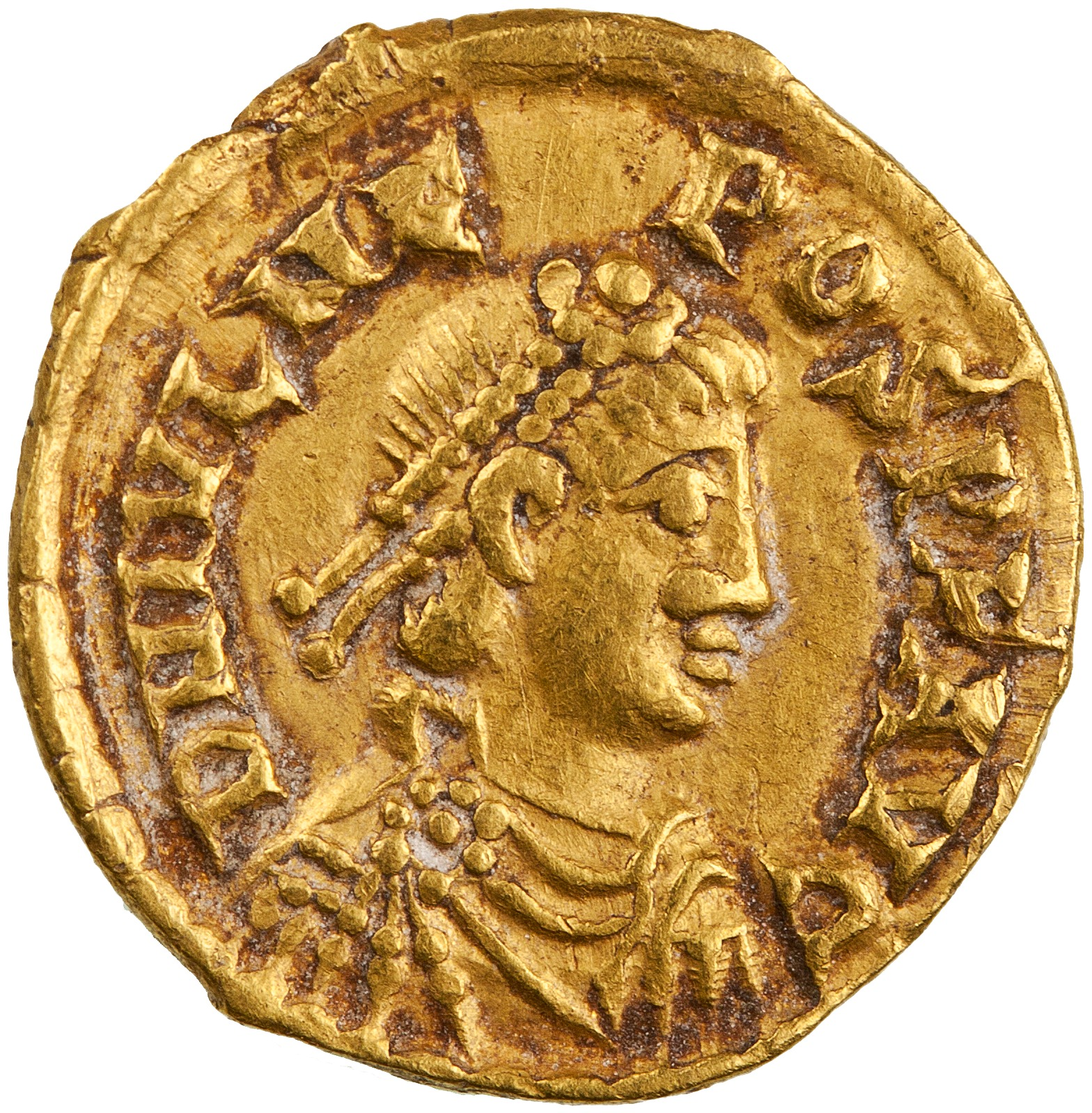
Tremís de Julio Nepote, posible hijo de Nepociano.

## Vida
Nepociano se casó con la hermana de Marcelino, el gobernante de facto de Dalmacia; Julio Nepote, último emperador romano de Occidente, podría haber sido su hijo y en algún momento sucedió a Marcelino como gobernante de Dalmacia.
En la Guerra Gótica (457-458) fue comes et magister utriusque militiae y junto con Egidio comandó el ejército del emperador de Occidente, Mayoriano. Ese mismo año Mayoriano inició una campaña militar para reconquistar la Galia; el ejército, reforzado por algunos mercenarios bárbaros, derrotó a los visigodos de Teodorico II de Arlés y les obligó a volver a su condición de foederati. Con la ayuda de sus nuevos federados, Mayoriano entró en el valle del Ródano, conquistando las poblaciones "algunas por las armas y otras por la diplomacia".  Derrotó a los burgundios y sitió y conquistó la ciudad de Lugdunum: la ciudad rebelde fue severamente castigada, mientras que los bagaudas fueron obligados a unirse al Imperio. 
En el año 459, algunos enviados de Nepociano y del comes godo Sunierico llegaron a Gallaecia para anunciar la victoria de Mayoriano y el tratado entre romanos y visigodos.
En mayo de 460, Nepociano y Sunierico lideraron algunas tropas en un ataque conjunto con Teodorico contra los suevos: Nepociano se trasladó a Gallaecia y atacó al ejército suevo, derrotándolo cerca de Lucus Augusti.

Mapa de las reconquistas de Mayoriano. En Hispania, se ven las campañas de Nepociano y Sunierico.

A principios de la década de 460, Nepociano fue depuesto por orden de Teodorico II, tal vez porque se opuso al poderoso magister militum Ricimero, y fue sustituido por Arborio. Murió en el año 465.